# Хофман, Грегори
Грегори Хофман (нем. Grégory Hofmann; род. 13 ноября 1992, Biel/Bienne, Берн) — швейцарский хоккеист, нападающий клуба «Цуг». Серебряный призёр чемпионата мира 2018 года. Участник зимних Олимпийских игр 2018 и 2022 годов.

## Карьера
15 апреля 2015 года, после трёх проведённых сезонов, по окончании сезона 2014/2015 годов, Хофман покинул ХК «Давос» и подписал четырёхлетний контракт с ХК «Лугано» на сумму 3,2 миллиона швейцарских франков.
В сентябре 2017 года Хофман был приглашён в лагерь новичков «Каролина Харрикейнз», который задрафтовал его на драфте НХЛ 2011 года под 103-м номером.
3 декабря 2018 года, в последний год своего контракта с «Лугано», Хофман подписал четырёхлетний контракт с «Цуг» на сумму 4,8 миллиона швейцарских франков. Контракт вступил в силу с сезона 2019/20 годов.
13 февраля 2021 года права на Хофмана в НХЛ были переданы из «Каролина Харрикейнз» в «Коламбус Блю Джекетс» в обмен на выбор в 7-м раунде драфта 2022 года.
14 июня 2021 года Хофман в качестве свободного агента подписал однолетний односторонний контракт с командой «Коламбус Блю Джекетс» Национальной хоккейной лиги (НХЛ). 14 октября 2021 года Хофман дебютировал в НХЛ в матче против «Аризона Койотис». 25 октября 2021 года Хофман забил свой первый гол в НХЛ в матче против «Даллас Старз». Хофман забил два гола и набрал 7 очков в 24 матчах регулярного чемпионата, прежде чем его отпустили обратно в Швейцарию, в связи с рождением своего первенца 30 декабря 2021 года. После рождения ребёнка Хофман решил остаться в Швейцарии по семейным обстоятельствам, 10 января 2022 года «Блю Джекетс» временно отстранили его. 14 января 2022 года «Блю Джекетс» аннулировали отказы и расторгли его контракт, позволив ему вернуться в ХК «Цуг».

## Карьера в сборной
С 2010 года привлекался в различные молодёжные сборные Швейцарии.
С 2016 года регулярно привлекается в первый состав сборной Швейцарии. Принимал участие в зимних Олимпийских играх в Пхёнчхане, где Швейцария стала только 10-й, а сам Грегори сыграл в двух матчах и набрал 1 очко, выполнив результативную передачу. На чемпионате мира 2018 года стал серебряным призёром. В 2022 году принимал участие в зимних Олимпийских играх в Пекине. В составе сборной сыграл 5 матчей, очков по системе гол+пас не набрал, а его команда заняла лишь 8-е место.
В 2025 году Хофман был включен в состав первой сборной для участия в чемпионате мира, который проходил в Швеции и Дании.